# Ghiordesmatta
Ghiordesmattor är mattor tillverkade i den turkiska byn Ghiordes i Anatolien. Bönemattorna som tillverkas i Ghiordes knyts med ghiordesknut (turkisk knut), mihrabfältet är alltid enfärgat och antingen utfört i en klar blå färg, en beige färg med gyllene skimmer, en tegelröd färg eller en mjukt vissengrön färg. Mihraben bärs upp av pelare, oftast två men ibland fyra. De har vackra och ofta talrika bårder och kantränder vilka ofta är fyllda med blomstermotiv. Även andra mattor än bönemattor tillverkas i byn, de är lite mer dämpade i färgerna och blomstermotiven är lite mer stiliserade; storleksmässigt finns det inga större skillnader.